# Jean Collet (peintre)
Pour les articles homonymes, voir Collet et Jean Collet.
Jean Collet né le 26 janvier 1886 et mort le 1er octobre 1974 est un peintre français. 

## Biographie
Membre de la famille Collet de Saint-Jean, des vicomtes Bolingbroke, Jean Collet est élève à l’école régionale des beaux-arts de Rennes où il se lie d'amitié avec Jean de La Varende, avant de poursuit sa formation à l'École nationale supérieure des beaux-arts de Paris et dans l'atelier du peintre Fernand Cormon.
Il commence à enseigner à l'école des beaux-arts de Rennes avant la Première Guerre mondiale et y est nommé professeur à son retour de la guerre, ainsi qu'à l'école d'architecture de Rennes, où il enseigne la peinture et le dessin jusqu'en 1953. 
Il est le père du footballeur Jean Collet (1911-1983), qu'il peint enfant avec son ballon en 1920 (musée des Beaux-Arts de Rennes).

## Œuvres dans les collections publiques
- Rennes :
  - école régionale des beaux-arts : dessin à la sanguine[5].
  - musée des Beaux-Arts :
    - Portrait de Madame Collet de Saint Jean, grand-mère de l'artiste, avant 1911, huile sur toile[6] ;
    - Portrait de Jean Collet, fils de l'artiste, avec son ballon, 1920, huile sur toile[4],[7].

## Élèves
- Joseph Archepel, peintre verrier, en 1942.
- Frédéric Back (1924-2013), peintre, verrier, cinéaste, en 1942.
- Geoffroy Dauvergne (1922-1977), peintre, en 1942.
- Roland Guillaumel, sculpteur, en 1942.
- Henri Huet (1927-1971), reporter-photographe, en 1942.
- Roger Marage, graveur, en 1942.